# Xylonychus sternalis
Xylonychus sternalis är en skalbaggsart som beskrevs av Blackburn 1912. Xylonychus sternalis ingår i släktet Xylonychus och familjen Melolonthidae. Inga underarter finns listade i Catalogue of Life.